# New Politics Party

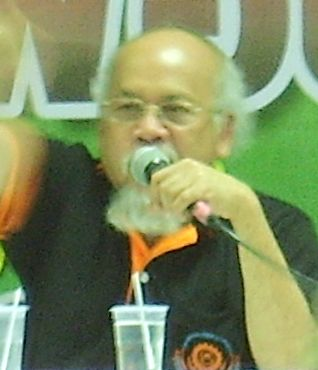
Partiledaren Somsak Kosaisuuk

New Politics Party, förkortat NPP (på thailändska พรรคการเมืองใหม่ ก.ม.ม. eller Karn Muang Mai, KMM) är ett politiskt parti i Thailand som grundades den 2 juni 2009. Partiet är ideologiskt närstående People's Alliance for Democracy (PAD). Partiet har guld och grönt som färger. Gult representerar Thailands konstitutionella monarki. Det gröna representerar "ren politik", i vilken korruption bekämpas av en oberoende rättsstat. Partiets ledare är Sondhi Limthongkul och Suriyasai Katasila är generalsekreterare. 